# Borišov (národní přírodní rezervace)
Borišov je bývalá národní přírodní rezervace, která ležela v katastrálním území obce Belá-Dulice v okrese Martin v Žilinském kraji na Slovensku. Území bylo vyhlášeno v roce 1981 a jeho rozloha byla 449,74 hektaru. Rezervace byla k 1. lednu 2024 zrušena a její území začleněno do systému zón národního parku Velká Fatra.

## Přírodní poměry

### Geologie
Geologická stavba území je poměrně složitá, uplatňují se tu hlavně příkrovové série příkrovu krížnanského a chočského (štureckého). Ve vrstvových sledech krížnanského příkrovu se uplatňují sedimenty od triasu po křídu s hojným zastoupením jurských členů. Petrograficky jsou tu hlavně různé typy vápenců (organodetritické, hlznaté, radiláriové a další), méně i pískovce a břidlice. V tektonické pozici příkrovu se nacházejí v podobě trosek zbytky chočského (štureckého) tvořené vápenci a dolomity triasu. Na početných místech území je geologická stavba dokladovaná výraznými skalními útvary. Geologický profil nad kótou Suchá je i významným korelačním profilem v rámci celé karpatské soustavy.

### Geomorfologie
Významným rysem morfologie území je kontrast holého, hladce modelovaného reliéfu hlavního hřebene s skalnatými částmi věnce vápencových skal v dolní třetině území. Vápence jsou částečně zkrasovatělé s menšími jeskyněmi a vyvěráním. Na severozápadním okraji území na rozhraní zbytků chočského a krížnanského příkrovu vznikly tektonickým rozrušením masívu a gravitačním klouzáním dobře vyvinuté příklady rozsedlin. Strmé svahy holého reliéfu byly domodelované činností lavin, za vniku lavinových žlabů.

### Půdy
Nejrozšířenější půdní typ je tu rendzinová hnědá lesní půda. Ve vrcholových a hřebenových partiích území se vyvinula eutrofní hnědá lesní půda. Strmé svahy v okolí jednotlivých bočních dolinek jsou charakteristické výskytem vylouhované rendziny a na jižních svazích severní části území typické vylouhované a plytké rendziny. V okolí výrazného ekologického rozhraní indikovaného horizontálním blaným pásmem se vyvinuly plytké rendziny a protorendziny. Výčet půdních druhů v území uzavírá málo častá sutinová rendzina, která se vyvinula hlavně v těch částech území, pro které je typický skalní reliéf povrchu.

### Hydrologie
Území je odvodňované Belianským potokem, vznikajícím soutokem početných vodnatých horských potoků, často ostře zařezaných do skalního podkladu, překonávajících malé kaskády a peřeje.

### Flora
Rostlinná společenstva území charakterizuje značný vertikální dosah s výskytem společenstev 4 lesních vegetačních stupňů. Zastoupené jsou tu skupiny lesních typů Delapínské bučiny (Fagetum dealpinum), Bukové javořiny (Fageto-Aceretum), Jedlové bučiny (Abieto-Fagetum), Jasanové javořiny (Fraxineto-Aceretum), Nízké bukové javořiny (Fageto Aceterum humile), Javorové smrčiny (Acetero-Picetum) a bukové smrčiny (Fageto-Picetum).
Z dřevin se tu vyskytuje buk lesní (Fagus silvatica), javor klen (Acer pseudoplatanus), smrk ztepilý (Pice abies), jedle bělokorá (Abies alba), borovice lesní (Pinus sylvestris), modřín opadavý (Larix decidua), jilm horský (Ulmus montana), bříza bělokorá (Betula Alba), jasan ztepilý (Fraxinus excelsior), topol osika (Populus tremula), jeřáb muk (Sorbus aria), jeřáb ptačí (Sorbus aucuparia), vrba slezská (Salix silesiaca), vrba jíva (Salix caprea), líska obecná (Corylus avellana), zimolez černý (Lonicera nigra), borovice kleč (Pinus mugo), brusnice borůvka (Vaccinium myrtillus), brusnice brusinka ( Vaccinium vitis-idaea).
Byliny zastupují kapraď samec (Dryopteris filix), papratka samičí (Athyrium filix femina), měsíčnice vytrvalá (Lunaria rediviva), bažanka vytrvalá (Mercurialis perennis), devětsil bílý (Petasites albus), havez česnáčková (Adenostyles alliariae), česnek medvědí (Allium ursinum), bika lesní (Luzula sylvatica), starček vejčitý (Senecio fuchsii).
Z chráněných druhů rostlin se tu vyskytují kruhatka Matthiolova (Cortusa Mathioli), hořec jarní (Gentiana verna), Hořec tolitovitý (Gentiana asclepiadea), lilie zlatohlavá (Lilium martagon), orlíček obecný (Aquilegia vulgaris), vranec jedlový (Lycopodium selago), dřípatka karpatská (Soldanella carpatica), stračka vyvýšená (Delphinium elatum), šafrán karpatský (Crocus heuffelianus), tis červený (Taxus baccata), vemeník dvoulistý (Platanthera bifolia), volovec vrbolistý (Buphthalmum salicifolium), oměj šalamounek (Aconitum napellus), borovice kleč (Pinus mugo).

### Fauna
Fauna území charakterizuje značná diverzita druhů montánního pásma západokarpatského lesa, jako jsou jelen evropský (Cervus elaphus), srnec obecný (Capreolus capreolus), prase divoké (Sus scrofa), rys ostrovid (Lynx lynx), liška obecná (Vulpes vulpes), kuna lesní (Martes martes), zajíc polní (Lepus europaeus), tetřev hlušec (Tetrao urogallus), jeřábek lesní (Bonasa bonasia), sojka obecná (Garrulus glandarius), vrána černá (Corvus corone), křivka obecná (Loxia curvirostra), medvěd hnědý (Ursus arctos), káně lesní (Buteo buteo),konipas bílý (Motacilla alba), konipas horský (Motacilla cinerea), tetřívek obecný (Lyrurus tetrix), skorec vodní (Cinclus cinclus), krkavec velký (Corvus corax), poštolka obecná (Falco tinnunculus), pěnkava obecná (Fringilla coelebs), drozd zpěvný (Turdus philomelos), kos horský (Turdus torquatus), sýkora koňadra (Parus major), sýkora modřinka (Cyanistes caeruleus), sýkora parukářka (Parus cristatus), mlynařík dlouhoocasý (Aegithalos caudatus), ořešník kropenatý (Nucifraga caryocatactes), linduška lesní (Anthus trivialis).

## Ochrana přírody
Ochrana zachovalých lesních společenstev až čtyřech vegetačních stupňů a krasových fenoménů Velké Fatry pro vědecko-výzkumné, naučné a kulturně-výchovné cíle.
Přibližně 40 % plochy území pokrývají zachovalé lesní formace, místy pralesovitého charakteru. Na ostatní ploše se v minulosti pouze občasná těžba jehličnanů a kácení zmlazených porostů s minimálními kvalitativními změnami. Urbanizační prvky v území představují zpevněná lesní cesta s dvěma přemostěními vodních toků v délce 1,03 km a nezpevněná lesní cesta v délce 0,8 km. Obě cesty však prochází údolní částí území bez podstatnějších devastačních účinků na jeho biocenózy. Důležitým komunikačním prvkem je i zřídka používaná stezka pro dobytek, používaná současně i jako značená turistická trasa, procházející přibližně horizontálně v délce 1,5 km jižní částí území. V okrajové vrcholové části východní a jižní hranice území od kóty Javorina (1337 m n. m.) až po západní předvrchol Borišova (1510 m n. m.) se nachází plochy bývalých pastvin, aktuálně zalesněných v rámci rekonstrukce lesa.
Území představuje ojediněle zachovalý, urbanizačně podstatně nezasažený závěr jedné z nejtypičtějších dolin turčianské části Velké Fatry. Osobitě cenným momentem z hlediska ochrany přírody je nejvyšší vertikální dosah souvislých lesních porostů ve vápencové části pohoří Velké Fatry – 1500 metrů na severně orientovaných svazích Brišova. Značné vertikální rozpětí a členitost území (740–1500 m) umožňují studium vertikální následnosti lesních biogeocenóz. Lesní fytocenózy území nejlépe charakterizuje zastoupení lesních typů až čtyř lesních vegetačních stupňů: bukového, jedlovo-bukového, smrkovo-bukového a jedlového a smrkového. Z hlediska zoologického je mimořádně cenná diverzita druhů lesního pásma na relativně malém prostoru. Území poskytuje i vhodné podmínky ke studiu vzniku a vývoje zde zastoupených geologických jednotek.

## Přístupnost
Po žluté turistické značené trase č. 8614 prudkým stoupáním z Chaty pod Borišovom